# サン・アド
株式会社サン・アド（英: SunAd Ltd.）は、東京都港区北青山に本社を置く、クリエイティブ集団&広告制作プロダクションである。1964年創立。日本の洋酒メーカー、サントリーのグループ企業である。

## 概要・歴史
創業当時からパブリシティに強かった寿屋（現・サントリー）宣伝部に所属していた開高健、柳原良平、坂根進、酒井睦雄、山口瞳らがフリーとなり、そこに当時寿屋専務取締役だった佐治敬三、同じく寿屋宣伝部長だった山崎隆夫からの出資を受けるカタチで設立される。
当時から会社を共和主義で運営し、アメリカ直輸入の理論やおためごかしは一切排し、日本人による、日本人のための、日本人の広告をつくることを設立の主旨に盛り込んで会社がスタートする。
当時自社で刊行していたPR誌「洋酒天国」の編集を発端として、親会社であるサントリーの広告（ハウスエージェンシー）のみならず、さまざまな企業のコピー、グラフィックデザイン、イラストレーションなどを手掛けるというスタンスで、広告の企画・立案・デザインをしている（近年ではカレンダーや製品パッケージ等のプロダクトデザインも多い）。
これまでに仲畑貴志や西村佳也といった大物コピーライターや、葛西薫（現在は同社顧問）や副田高行などのアートディレクターに加え、近年は佐倉康彦などのコピーライター、また野田凪や高井薫などの有名アートディレクター、またTVCMディレクターでは東條忠義、亀井武彦、高橋忠和らが在籍し、有名広告を手掛けていることでも知られる。日本で一番長い歴史を持つ広告制作プロダクション、ライトパブリシティと共に、現在も広告・CM業界で活躍する人材を輩出している名だたる一社でもある。
銀座で発足した後に同じ中央区の京橋へ移転。その後、1975年から2008年までは千代田区丸の内1丁目のパレスビルに本社を置いていたが、2008年の途中から現在の港区北青山に本社を移している。

## 主な作品
近年の主な作品についての詳細は公式サイトの「仕事紹介」を、創立から2010年代までの作品については「歴史」ページをそれぞれ参照。

### サントリーグループ
- 「水と生きる　SUNTORY」（企業メッセージ）
- サントリー黒烏龍茶
- サントリー烏龍茶
- サントリー美術館 - ロゴマーク
- サントリーオールド「アイ ラブ ユー」
- サントリートリス「トリスの味は人間味」
- ザ・カクテルバー「愛だろ、愛っ。」
- 他多数

### サントリー以外
- おかいものクマ（そごう・西武←旧西武百貨店）
- ダイハツ・コペン - ロゴマーク
- トヨタ・86 - 広告・ロゴマーク
- 虎ノ門ヒルズ「トラのもん」 - 電通との協業
- とらや - 店舗・商品パッケージデザイン等
- 青天の霹靂 (米)
- スーモ（リクルートホールディングス） - ロゴマーク
- スタディサプリ（リクルートホールディングス） - ロゴマーク
- 伊藤忠商事 - 企業広告
- 東京メトロ「すすメトロ」
- ほか

## 出身者、および、在籍中の著名人
- 佐治敬三
- 山崎隆夫
- 柳原良平
- 坂根進
- 酒井睦雄
- 開高健
- 山口瞳
- 亀井武彦
- 東條忠義
- 高橋睦郎
- 藤枝リュウジ
- 西村佳也
- 野上照代
- 斎藤澪
- 仲畑貴志
- 葛西薫
- 安藤隆
- 小西啓介
- 魚住勉
- 喜多嶋隆
- 高橋忠和
- 副田高行
- 中村禎
- 今村直樹
- 前田良輔
- グ・スーヨン
- 牧野伊三夫
- 井上庸子
- 青木克憲
- 川原真由美
- 佐倉康彦
- 野田凪
- 高井薫
- 原田陽介
- 中江和仁